# Heerlijkheid Schönau

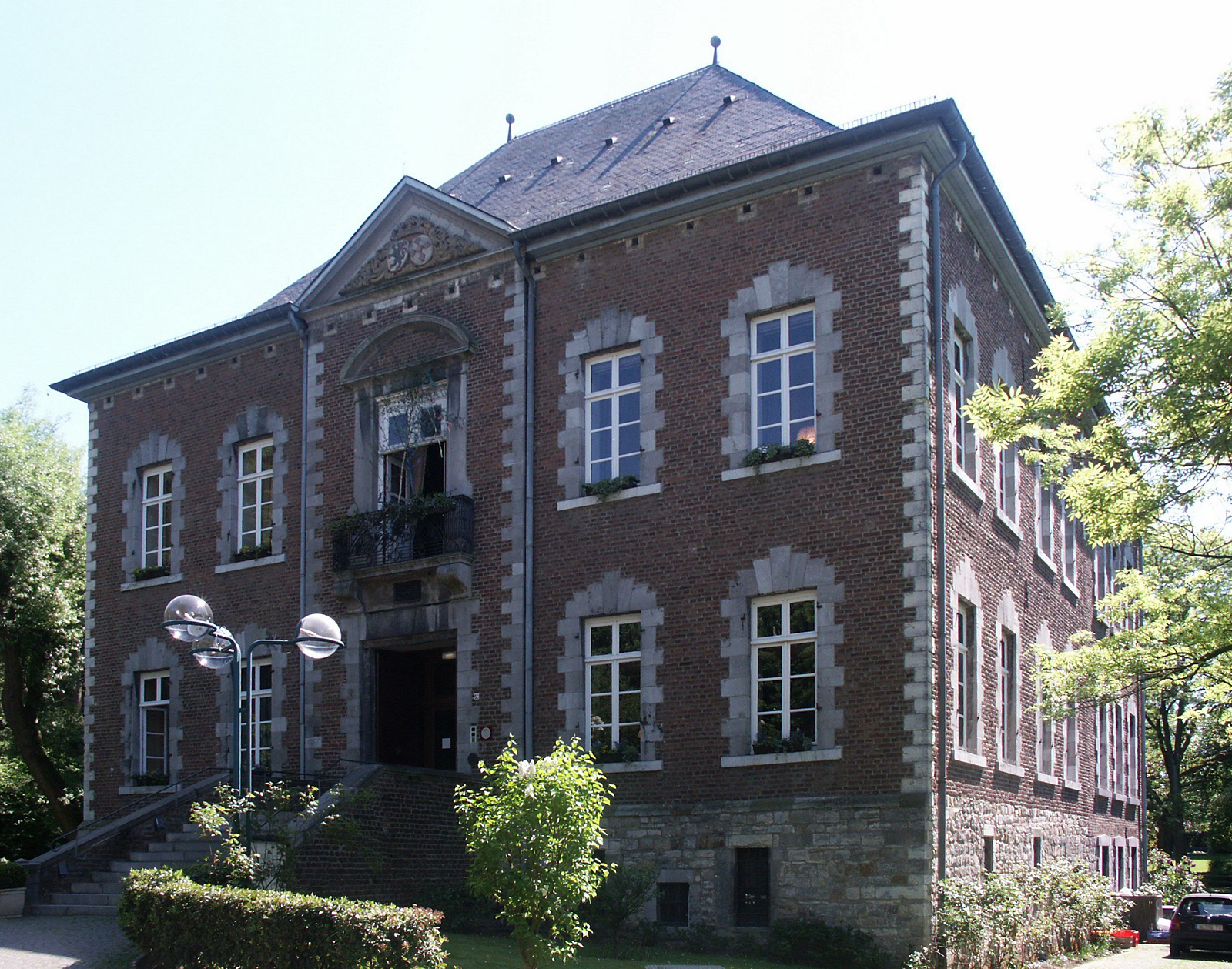
Slot Schönau in Richterich

De heerlijkheid Schönau, ook Schönforst genoemd (Nederlands: Schoonvorst) was een rijksvrije heerlijkheid binnen het Heilige Roomse Rijk. Het was niet bij een kreits ingedeeld.
Schönau, in het Akense stadsdeel Richterich, was oorspronkelijk een bezit van het Heilige Roomse Rijk en daarna van de paltsgraven van Lotharingen. Voor het midden van de dertiende eeuw werd er het Schloss Schönau gebouwd, waarnaar zich een riddergeslacht noemde dat voor het eerst in 1252 vermeld wordt, de Van Schoonvorsts. De eerste heren waren Rasso I en II.
Koning Albecht I bevestigde in 1302 de rijksvrijheid van de heerlijkheid. De heerlijkheid bestond alleen uit het huis en had verder geen onderdanen. De bekendste Van Schoonvorst uit die tijd was Reinoud I van Schoonvorst, zoon van Rasso II, die ook verschillende andere bezittingen wist te verwerven. Zijn zoon Reinoud II volgde hem op in Schönau en Zichem.
In 1764 dwong de keurvorst van de Palts in zijn hoedanigheid van hertog van Gulik de bezitter, de heer van Blanche, zijn oppergezag te erkennen.
In 1795 kwam de heerlijkheid met het hertogdom Gulik aan Frankrijk en in 1815 aan Pruisen. Tegenwoordig is het gebied als stadsdeel Forst onderdeel van de stad Aken.